# Serra do Lima
Serra do Lima är ett berg i Brasilien.   Det ligger i kommunen Patu och delstaten Rio Grande do Norte, i den östra delen av landet, 1 600 km nordost om huvudstaden Brasília. Toppen på Serra do Lima är 682 meter över havet, eller 137 meter över den omgivande terrängen. Bredden vid basen är 4,0 km.
Terrängen runt Serra do Lima är platt åt sydost, men åt nordväst är den kuperad. Närmaste större samhälle är Patu, 4,0 km norr om Serra do Lima. 
Omgivningarna runt Serra do Lima är huvudsakligen savann. Runt Serra do Lima är det ganska glesbefolkat, med 30 invånare per kvadratkilometer.